# Galbiate
Galbiate (Galbiàa in dialetto brianzolo) è un comune italiano di 8 438 abitanti della provincia di Lecco in Lombardia, capoluogo della Comunità montana Lario Orientale - Valle San Martino, sede del Parco naturale del Monte Barro e parte dei siti cluniacensi.
La località capoluogo si trova sulla sella che collega il monte Barro con il colle di Brianza, in una posizione sovrastante il lago di Annone, il lago di Garlate e gli altri comuni limitrofi. È uno dei comuni più a nord della Brianza.

## Geografia fisica
Galbiate si trova su un pianoro situato alle pendici meridionali del monte Barro. La parte nord-occidentale del territorio comunale si estende alle rive del lago di Annone.

## Origini del nome
Il toponimo comprende la radice Gal, da attribuire probabilmente o alla presenza di Galli o all'espressione celtica gala, ossia "roccia".

## Storia
Una campagna di scavo sul monte Barro ha riportato alla luce i resti di un complesso fortificato comprensivo di una corte, sei torrette e altri edifici più piccoli. Anche se la datazione del complesso non è nota, già la Naturalis historia di Plinio il Vecchio riporta l'esistenza dell'insediamento orobico di Barra (o Parra). La fortezza sarebbe stata successivamente riutilizzata dai longobardi.
Già inserito nel Contado della Martesana e nella pieve di Garlate (della quale seguì le sorti per lunghi secoli), in età comunale Galbiate fu abitato prevalentemente da ghibellini.
Nel 1450, durante le contese tra il Ducato di Milano e la Repubblica di Venezia, il centro di Galbiate ospitava il castello dei De Ripa, i quali parteggiavano per i milanesi. Del castello sopravvive ancor'oggi una torre.

### Simboli
Il comune di Galbiate ha come simboli lo stemma e il gonfalone concessi con decreto del presidente della Repubblica del 3 giugno 1975.
Stemma
(D.P.R. 3 giugno 1975)
Gonfalone

## Monumenti e luoghi d'interesse

### Architetture religiose

#### Chiesa incompiuta di San Michele
L'origine di questa chiesa, Chiesa incompiuta di San Michele, situata nella località di San Michele risale all'XI e X secolo in cui recenti studi ipotizzano la sua attribuzione iniziale a uno xenodochio (luogo di ricovero per viandanti di passaggio). La particolarità di questo edificio è la struttura perimetrale orfana del tetto. Viene utilizzata come sala parrocchiale e saltuariamente adibita a mostre ed esposizioni.

#### Chiesa di San Nicola in Figina (o di San Sigismondo)
Situata nella frazione di Villa Vergano la chiesa è risalente al XII secolo è un esempio di architettura gotica borgognese essendo stata costruita per il priorato cluniacense.

#### Chiesetta di Santa Maria degli angeli a Monte Barro e complesso dell'Eremo
Già dedicata a San Vittore Martire durante l'Alto Medioevo, la chiesetta si presenta come un edificio a navata unica, separata in tre campate contraddistinte da archi a sesto acuto.
Dichiarata monumento nazionale nel 1912, la chiesa venne ingrandita nel XV secolo, al fine di poter meglio servire alle esigenze dei francescani che vivevano nel vicino convento. A questo periodo risale una Madonna del Latte affrescata all'interno della chiesa. La chiesa fu oggetto di rimaneggiamenti anche nei due secoli successivi. Al Seicento sono riconducibili gli affreschi della cappella dedicata a san Francesco di Assisi, dipinti coevi dell'altarmaggiore. Gli affreschi tardobarocchi del presbiterio sono invece databili agl'inizi del Settecento, secolo che si concluse con una provvisoria soppressione del convento (1798); la chiusura definitiva del convitto francescano avvenne nel 1810. Tra gli affreschi settecenteschi collocati sulle pareti interne dell'edificio, un dipinto situato alla base destra dell'arco trionfale raffigura sant'Ambrogio nell'atto di indicare la chiesa sul monte Barro come la località dove far portare una statua mariana. Questa scultura, che la tradizione popolare vuole esser stata donata dallo stesso vescovo milanese, è tuttora conservata all'interno della chiesa. Un leggendario miracolo legato a un tentato furto della statua è raffigurato nell'affresco alla base sinistra dell'arco di trionfo.

#### Chiesa di San Giovanni Evangelista
Parrocchiale dal 1565, la chiesa, che si presenta con una facciata del XVIII secolo, risale al Quattrocento. Il campanile venne invece eretto nel 1814.
Al suo interno, la chiesa conserva uno Sposalizio della Vergine del Morazzone, una serie di dipinti su tela realizzati da Giovanni Battista Crespi e un crocifisso in legno del XV secolo. Su indicazione di Federico Borromeo, nel corso del Seicento il crocifisso fu spostato nell'attuale collocazione dall'arco trionfale dove era stato originariamente collocato. Il Crocifisso si trova nell'omonima cappella laterale, situata sul lato destro e anticamente intitolata a sant'Ambrogio, il quale è raffigurato in un dipinto seicentesco situato nella cimasa dell'ancona che, anticamente, costituiva l'altare dedicato a questo santo.

#### Altro
- Oratorio di San Bernardino (XV secolo), in mattoni dello stesso colore evocato dalla nome della frazione in cui l'edificio si trova: La Rossa.[6]

### Architetture civili

#### Villa Ballabio Bertarelli
Situato in località Castello, è l'edificio civile di maggior pregio di Galbiate. L'attuale fabbricato, le cui prime tracce risalgono al Seicento e Settecento legate alle famiglie dei Gariboldi e dei Villa, è il risultato di contributi diversi succedutisi all'inizio dell'Ottocento quando erano proprietari i banchieri milanesi Ballabio. L'esedra che fronteggia la villa è opera dell'architetto lecchese Giuseppe Bovara mentre la meridiana, la fontana e gli affreschi che conferiscono l'attuale aspetto neo-barocchetto si devono a Piero Portaluppi quando la proprietà passò alla famiglia Bertarelli. Nell'ottobre 2003 la proprietà passò al comune, il Parco del Monte Barro acquistò il giardino storico di circa 7000 m², un'ala della dimora e la dipendenza di 635 m² di superficie utile in cui, dal 2006, ospita la sede centrale del "Centro Flora Autoctona della Regione Lombardia".

#### Altro
- Villa Vasena Ronchetti a Sala al Barro, in stile Liberty.[6]
- Villa Marselli-Sanchioli-Monticelli
- Villa Galli-Resinelli, in località Mozzana[6]
- Filanda Ronchetti, in stile neoclassico[6]
- Torre Viscontea (XIV secolo)[14]
- Torre di Baravico[6]
- Monumento ai caduti di Galbiate
- Mosaico della Resistenza sulla facciata del palazzo comunale
- Cascina Frattini, presso la quale si trovano resti di marmi romani[6]
- Nel nucleo detto Gagliarda si trovano dipinti del XVI secolo[6]
- Villa Corti-Ronchetti-Silva

### Aree naturali
- Parco naturale del Monte Barro
- Osservatorio Ornitologico di Costa Perla

## Società

### Evoluzione demografica
- 1 064 nel 1751
- 1 459 nel 1803
- 1 965 nel 1809 dopo annessione di Bartesate, Sala, e successivamente Civate
- 1 960 nel 1853
- 2 025 nel 1861
- 2 151 nel 1881
- 2 474 nel 1901
- 2 690 nel 1921
- 3 751 nel 1931 dopo annessione di Bartesate e Sala al Barro avvenuta nel 1927
- 5 125 nel 1951 dopo annessione di Villa Vergano avvenuta nel 1937

Abitanti censiti

## Cultura

### Musei
- Museo etnografico dell'Alta Brianza con la sezione staccata presso il Roccolo di Costa Perla
- Museo archeologico del Barro in località Eremo Monte Barro

## Geografia antropica

### Frazioni
Sala al Barro e Bartesate, ex comuni autonomi, divennero frazioni di Galbiate nel 1927, mentre Villa Vergano, anch'esso ex comune autonomo, divenne frazione di Galbiate nel 1937.

## Amministrazione

### Gemellaggi
- La Londe-les-Maures